# قندل جنوبي
قندل جنوبي (الاسم العلمي:Rhizophora australis) هي نوع غير مؤكد من النباتات يتبع جنس القندل من فصيلة حاملات الجذور.